# Lijst van beelden in Tiel
Dit is een (onvolledige) chronologische lijst van beelden in Tiel. Onder een beeld wordt hier verstaan elk driedimensionaal kunstwerk in de openbare ruimte van de Nederlandse gemeente Tiel, waarbij beeld wordt gebruikt als verzamelbegrip voor sculpturen, standbeelden, installaties, gedenktekens en overige beeldhouwwerken.
Voor een volledig overzicht van de beschikbare afbeeldingen zie: Beelden in Tiel op Wikimedia Commons.
| Geplaatst      | Omschrijving                                                                            | Kunstenaar                                             | Locatie                                                                               | Materiaal                                                                 | Afbeelding |
| -------------- | --------------------------------------------------------------------------------------- | ------------------------------------------------------ | ------------------------------------------------------------------------------------- | ------------------------------------------------------------------------- | ---------- |
| 1528           | Gedenksteen uit de vroegere Burensepoort                                                | Onbekend                                               | Waterpoort, Waalkade                                                                  | Natuursteen                                                               |            |
| 1647           | Gevelsteen met wapen van Tiel                                                           | Onbekend                                               | Waterpoort, Waalkade                                                                  | Natuursteen                                                               |            |
| 1918           | Buste Mr. Meinard Tydeman                                                               | Gra Rueb                                               | Kalverbos                                                                             | Brons op een hardstenen sokkel                                            |            |
| Omstreeks 1946 | Herdenkingsmonument voor de gefusilleerden uit Wamel                                    | Onbekend                                               | Waalkade                                                                              | Reliëf in bakstenen muur                                                  |            |
| 1948           | Krijger voor hij dodelijk getroffen wordt                                               | Wim van Hoorn                                          | Bij Sint-Maartenskerk                                                                 | Brons op sokkel met reliëf opgemetseld met bakstenen                      |            |
| 1953           | Herdenkingsplaquette voor de gefusilleerde N.A. Oostinga, directeur van het postkantoor | Jac Maris                                              | Hoogeinde, voormalig postkantoor                                                      | Brons                                                                     |            |
| 1958           | Zonder titel, vijf plaquettes                                                           | Alexander Ernste                                       | Hal van het stadhuis, Achterweg                                                       | Koper                                                                     |            |
| 1959           | Ik ben de ware wijnstok                                                                 | Carla Daalderop-Bruggeman                              | Gevel Prins Willem Alexanderschool, Burgemeester Schullstraat                         | Keramische tegels                                                         |            |
| 1960           | De Zaaier                                                                               | Jac Maris                                              | Gevel Regenboogschool, Meester Rinkstraat                                             | Keramiek                                                                  |            |
| 1965           | Reliëf                                                                                  | Harry Meek                                             | Gevel van firma Blokker, Waterstraat                                                  | Beton                                                                     |            |
| 1971           | Engel                                                                                   | Huub en Adelheid Kortekaas                             | Betuwe sporthal, Wadenoijenlaan                                                       | Polyester                                                                 |            |
| 1971           | Reliëf                                                                                  | Alexander Ernste                                       | Rotondaschool, Maurikstraat                                                           | Koper                                                                     |            |
| 1971           | Zonder titel, keramische buutpaal                                                       | Henk Tieman                                            | Voormalige Cambier van Nootenschool, Neerijnenlaan                                    | Steen en keramiek                                                         |            |
| 1971           | Moeder leert kind lopen                                                                 | Nel Kliphuis-Bothof                                    | Zorgcentrum Wadenoijenlaan                                                            | Brons op hardstenen sokkel                                                |            |
| 1972           | Nills Holgerson en de gans                                                              | Ed van Teeseling                                       | Plantsoen hoek Grotebrugsegrintweg en Westroyensestraat                               | Brons op metalen paal                                                     |            |
| 1975           | Vogel, twee reliëfs                                                                     | Onbekend                                               | Aan weerszijden van de ingang van de Cambier van Nootenschool, Cambier van Nootenlaan | Hardstenen wandplastiek                                                   |            |
| 1976           | Het ontwaken                                                                            | Jan van Luijn                                          | Bij ingang kelder Lingecollege, Heiligestraat                                         | Brons                                                                     |            |
| 1977           | Borstbeeld Mary Dresselhuys                                                             | Jesualda Kwanten                                       | Agnietenhof                                                                           | Brons                                                                     |            |
| 1978           | Spel en ontmoeting                                                                      | Coen Kaayk                                             | Sporthal Westroyen, Predikbroedersweg                                                 | Polyester                                                                 |            |
| 1978           | Innerlijke evenwichtsoefening                                                           | Pieter Kooistra                                        | Plantsoen voor de Sint-Maartenskerk                                                   | Messing en beton                                                          |            |
| 1978           | Innerlijke evenwichtsoefening                                                           | Pieter Kooistra                                        | Waalkade                                                                              | Messing en beton                                                          |            |
| 1980           | Gasvlam (in de volksmond ook wel De Piel van Tiel; in 2014 verwijderd)                  | Jan Landzaat                                           | Voormalig hoofdkantoor GGR-gas, Westluijdensestraat                                   | Glas en staal                                                             |            |
| 1981           | Meisje met poes                                                                         | Carla Daalderop-Bruggeman                              | Laan van Westroyen tegenover winkelcentrum                                            | Brons op bakstenen sokkel                                                 |            |
| 1981           | Ontmoeting en afscheid                                                                  | Hans Versteeg                                          | Stationsplein                                                                         | Brons op hardstenen sokkel                                                |            |
| Omstreeks 1982 | Dokter en patiënt                                                                       | Rob van der Veen                                       | Ingang Ziekenhuis Rivierenland                                                        | Brons                                                                     |            |
| 1986           | Familie (twee figuren)                                                                  | Ad Arma                                                | Waalstraat, hoek Waalkade en Waterpoort                                               | Brons op hardstenen sokkel                                                |            |
| 1986           | Samoerai                                                                                | Ruud Dijkers                                           | Zijgevel stadhuis, Kerkstraat                                                         | Staal                                                                     |            |
| 1986           | Schip                                                                                   | Gerry van der Velden                                   | Plein                                                                                 | Brons op hardstenen sokkel                                                |            |
| 1987           | Isis                                                                                    | Ad Arma                                                | In de stadsgracht nabij het Kalverbos                                                 | Brons                                                                     |            |
| 1987           | Mobile                                                                                  | Coen Kaayk                                             | Vide Openbare Bibliotheek                                                             | Perspex                                                                   |            |
| 1991           | Zonder titel, waterpartij                                                               | Nicole Martinot                                        | Iriszorg, Prinses Beatrixlaan                                                         | Roestvrij staal, graniet, beton, water                                    |            |
| 1993           | Flipje                                                                                  | Else Ringnalda                                         | Groenmarkt                                                                            | Brons                                                                     |            |
| 1994           | Keramische zuil                                                                         | Jan Snoeck                                             | Politiebureau, Prinses Beatrixlaan                                                    | Keramische tegels op betonnen kern                                        |            |
| 1995           | De Roeier                                                                               | Willem den Ouden (beeld) en Willem van Toorn (gedicht) | Waalbandijk, Zennewijnen                                                              | Aanvankelijk polyester en betonijzer; daarna opnieuw vervaardigd in brons |            |
| 1995           | De stoel                                                                                | Ralph Lambertz                                         | Stadhuistuin                                                                          | Staal, hout, polyesterlak                                                 |            |
| 1995           | Fingerprints                                                                            | Jeroen Melkert                                         | Zoelensestraat / Bergakker                                                            | Hout, zandsteen                                                           |            |
| 1996           | De Vuurtempel                                                                           | Carolien Fischer                                       | Steenfabriek Wienerberger, Zennewijnen                                                | Baksteen                                                                  |            |
| 1996           | Joods monument                                                                          | Johan Goedhart en Willem den Ouden                     | Sint Agnietenstraat                                                                   | Verguld aluminium en staal, geluid                                        |            |
| 1997           | Phyllotaxis                                                                             | Sjoerd Buisman                                         | Ambtmanstuin bij het stadhuis                                                         | Brons                                                                     |            |
| 1997           | Huizen op de dijk                                                                       | Cor Litjens                                            | Ophemertsedijk / Waalbandijk                                                          | Brons                                                                     |            |
| 1997           | Lichtbrug                                                                               | Marijke de Goey en Hanshan Roebers                     | Tussen Ambmanstraat 13 en 15                                                          | Neonlampen, staal, glas                                                   |            |
| 1997           | Stokstaartjes                                                                           | Suzanne Willems, uitgevoerd door Alfons Kennis         | Rotonde Zonnedauw / Jhr. P.A. Reuchlinlaan, Passewaay                                 | Polyester                                                                 |            |
| 1998           | Huisje op de vlakte                                                                     | Elisabeth Groot                                        | Rotonde Weegbree / Vliet, Passewaay                                                   | Verhoogd talud, verf, zink, beton                                         |            |
| 1998           | Pendel (tol)                                                                            | Sabine Zwikker                                         | Rotonde Notarisappel / Dr. J.M. Den Uyllaan, Passewaay                                | Grijs oplopend betonnen vlak, polyester beeld                             |            |
| 1999           | Duurzaamheid                                                                            | Ton van Baar                                           | Ambtmanstuin bij het stadhuis                                                         | Staal                                                                     |            |
| 1999           | Paard                                                                                   | Riesjart Bus                                           | Dr. J.M. Den Uyllaan / Prof. R.H. Buismanlaan, Passewaay                              | Hout, ijzer, koper                                                        |            |
| 1999           | Klokkenstoel                                                                            | Dora Dolz                                              | Winkelcentrum Passewaay                                                               | IJzer, graniet                                                            |            |
| 2001           | Voertuig van de geest                                                                   | Ad Arma                                                | Agnietenhof                                                                           | Brons                                                                     |            |
| 2002           | De brug                                                                                 | Jacqueline Verhaagen                                   | Vijver Linge-Waalpark                                                                 | Aluminium en beton                                                        |            |
| 2002           | Briljant                                                                                | Riesjart Bus                                           | Agnietenhof                                                                           | Iepenhout                                                                 |            |
| 2003           | Wâ sedde gij                                                                            | Erik Buijs                                             | Groenmarkt                                                                            | Hout, brons, licht                                                        |            |
| 2003           | Zonder titel, negen reliëfs                                                             | Michiel Kuijpers                                       | Rotondaschool, Hondsroos, Passewaay                                                   | Keramiek                                                                  |            |
| 2004           | Tegen zinloos geweld                                                                    | Van Luijn Natuursteen                                  | Sint Agnietenstraat, naast de ingang van de Agnietenhof                               | Natuursteen                                                               |            |
| 2005           | Straatmozaïek                                                                           | Lotje van Lieshout                                     | Grotebrugse Grintweg, voormalig terrein De Betuwe                                     | Klinkers                                                                  |            |
| 2006           | De twee geliefden                                                                       | Ad Arma                                                | Ambtmanstuin bij het stadhuis                                                         | Hardsteen                                                                 |            |
| 2006           | De discussie                                                                            | Hans Versteeg                                          | Ambtmanstuin bij het stadhuis                                                         | Hardsteen                                                                 |            |
| 2006           | Zonder titel                                                                            | Sabine Zwikker                                         | Bij Sint-Maartenskerk                                                                 | Hardsteen                                                                 |            |
| 2007           | Zaadje van de esdoorn                                                                   | Désirée Tonnaer                                        | Waterschap Rivierenland, De Blomboogerd                                               | Brons                                                                     |            |
| 2007           | Mannen met laarzen                                                                      | Ralph Lambertz in samenwerking met Jan Vos             | Waterschap Rivierenland, De Blomboogerd                                               | Metalen magazijnconstructie                                               |            |
| 2009           | Lichtkrant                                                                              | Geert Mul                                              | Schouwburg Agnietenhof                                                                | Licht                                                                     |            |
| 2009           | Monument voor het ongedoopte kind                                                       | Guusje Kaayk                                           | RK Begraafplaats, J.D. van Leeuwenstraat                                              | Hardsteen en staal                                                        |            |
| 2009           | Monument voor de gevallenen in Nederlands-Indië                                         | Van Luijn Natuursteen                                  | Bij Sint Maartenskerk                                                                 | Natuursteen                                                               |            |
| 2009           | Beestenbende                                                                            | Guusje Kaayk en Coen Kaayk                             | Hoogeinde                                                                             | Polyester                                                                 |            |
| 2010           | Stolpersteine, 21 exemplaren                                                            | Gunter Demnig                                          | Tien locaties in de binnenstad                                                        | Betonnen klinkers met een messing bovenkant                               |            |
| 2011           | Spirit                                                                                  | Michel Lafaille                                        | Rotonde Nieuwe Tielseweg / Heiligestraat / Hertog Reinaldlaan                         | Staal                                                                     |            |
| 2012           | Honden vangen bot                                                                       | Babette Degraeve                                       | Linge-Waalpark                                                                        | Aluminium                                                                 |            |
| 2012           | Waterwereld                                                                             | Michel Lafaille                                        | Rotonde Nieuwe Tielseweg / Waardenburglaan                                            | Cortenstaal, basaltstenen en knotwilgen                                   |            |
| 2013           | Mensfiguur                                                                              | Coen Kaayk                                             | Hoge Hof, Kapel-Avezaath                                                              | Belgisch hardsteen                                                        |            |
| 2014           | Support                                                                                 | Bartha Breman                                          | Kwelkade 1                                                                            | Hardsteen op een oude meerpaal                                            |            |
| 2016           | Gedenkteken voor Joan Derk van der Capellen tot den Pol                                 | Jos Bregman                                            | Ambtmanstuin bij het stadhuis                                                         | Eikenhout                                                                 |            |
| 2018           | Monument voor de gefusilleerden van 24 december 1944 (in 2021 vernield en verdwenen)    |                                                        | Entreegebouw van parkeergarage Westluidense Poort, Bleekveld                          | Glas                                                                      |            |
| 2019           | Monument voor de Molukse KNIL-militairen                                                | Max Taihuttu                                           | Bij Sint Maartenskerk                                                                 | Natuursteen                                                               |            |
| 2019           | Moebius                                                                                 | Wim Reus                                               | Trouwzaal, stadhuis                                                                   | Natuursteen                                                               |            |
| 2022           | Monument voor de gefusilleerden van 24 december 1944                                    | Cor Litjens                                            | Vlindertuin De Zindering                                                              | Bronzen plaquette op betonnen sokkel                                      |            |